# Сергельсторг

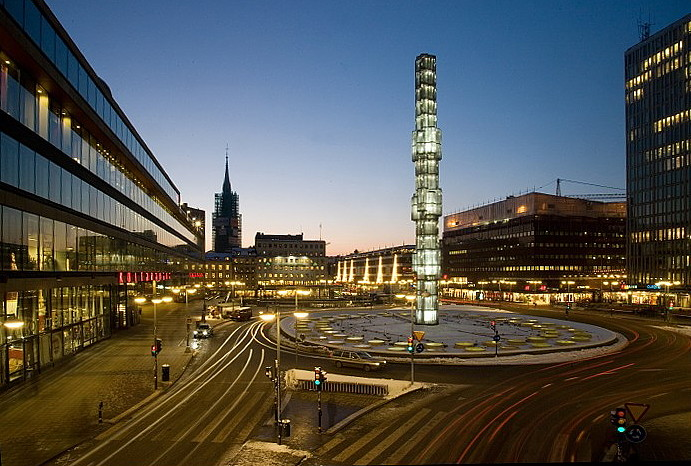

Сергельсторг (швед. Sergels torg — площадь Сергеля) — большая площадь в центре Стокгольма, названная в честь архитектора Юхана Тобиаса Сергеля. Создана во время реконструкции Норрмальма в 1960-е гг.

## Описание
Площадь вытянута с запада на восток и состоит из трёх частей.
- Углублённая пешеходная площадь с треугольниками, получившая прозвище Plattan — «пластина», с широкой лестницей, ведущей на улицу Дроттнинггатан (Drottninggatan; улицу Королевы), соединяющуюся на юге со Старым городом и на севере с улицей Кунгсгатан (Kungsgatan; Королевской улицей).
- В центре площади возвышается 38-метровая стеклянная колонна скульптора Эдвина Эрстрёма Кристалл. Это пространство с трёх сторон окружено тремя главными улицами.
- К северу от этого пересечения улиц находится другое небольшое пространство, от которого начинаются 5 зданий Hötorget Building.

На юге к площади примыкает Культурный центр (Kulturhuset), где располагается Стокгольмский городской театр (Stockholm City Theatre), рядом находится здание банка Швеции и за ним площадь Брункебергсторг (Brunkebergstorg).
От площади Сергельсторг начинается улица Кларабергсгатан — главная улица в округе Нормальм.
Суперэллиптическая транспортная развязка на площади спроектирована датским изобретателем Питом Хейном и имеет соотношение радиуса к полувысоте r/h = 3/4 и показатель степени p = 2,5 (см. суперъяйцо).